# Tambopata (provincie)
Tambopata is een provincie in de regio Madre de Dios in Peru. De provincie heeft een oppervlakte van 36.268 km² en telt 99.405 inwoners (2015). De hoofdplaats van de provincie is het district Tambopata; dit district vormt de stad  (ciudad) Puerto Maldonado.

## Bestuurlijke indeling
De provincie Tambopata is verdeeld in vier districten, UBIGEO tussen haakjes:
- (170102) Inambari
- (170104) Laberinto
- (170103) Las Piedras
- (170101) Tambopata, hoofdplaats van de provincie en vormt de stad (ciudad) Puerto Maldonado

Manu · Tahuamanu · Tambopata